# Зотиков, Андрей Евгеньевич
Андрей Евгеньевич Зотиков (4 декабря 1959 — 23 августа 2021) — российский сердечно-сосудистый хирург, профессор, член-корреспондент РАН (2019).

## Биография
Родился в 1959 году.
В 1982 году — окончил 2-й Московский медицинский институт, специальность — «лечебное дело».
С 1982 по 1987 годы — ординатура, аспирантура в Институте хирургии имени А. В. Вишневского, где проходил обучение в отделениях сосудистой, абдоминальной, торакальной хирургии, ран и раневой инфекции, термических поражений.
В 1987 году — защитил кандидатскую диссертацию, тему «Клиника, диагностика и хирургическое лечение неспецифического аорто-артериита брахиоцефальных ветвей дуги аорты».
С 1984 года работал в отделении хирургии сосудов, затем ведущим научным сотрудником НМИЦ хирургии им. А. В. Вишневского.
В 1996 году — защитил докторскую диссертацию, тема «Причины, диагностика и хирургическое лечение поздних осложнений после аорто-бедренных реконструкций».
В 2010 году присвоено звание профессора.
В 2019 году — избран членом-корреспондентом РАН.
Скончался от ожогов после пожара в собственном доме. Похоронен на Химкинском кладбище.

## Научная деятельность
Специалист в области сердечно-сосудистой хирургии.
Автор более 100 публикаций в отечественной и зарубежной литературе. Из них 5 монографий и главы в руководстве по сосудистой хирургии.
Под его руководством защищено семь кандидатских диссертаций.